# Douglas Lenat
Douglas Bruce Lenat (n. 13 septembrie 1950, Pennsylvania, SUA – d. 31 august 2023, Austin, Texas, SUA) a fost un director general al Cycorp, Inc. din Austin, Texas și un proeminent cercetător în domeniul inteligenței artificiale, în special machine learning (prin programele AM și Eurisko), knowledge representation, blackboard systems, și inginerie ontologică (prin programul Cyc în cadrul companiilor MCC și Cycorp). A lucrat în domeniul simulărilor militare și a publicat o critică a Darwinismului bazat pe mutații aleatorii, pe baza experienței sale cu programul Eurisko. Lenat a fost unul din fondatorii AAAI.
Proiectul Cyc al lui Lenat constă în construcția unei baze pentru o inteligență artificială generalistă prin introducerea manuală (curatoriatul) de concepte și fapte reprezentate formal sub forma limbajului CycL (bazat pe logica predicatelor de ordin I).

## Fundal
Lenat a studiat la Universitatea Pennsylvania, de unde a obținut o diploma de licență în matematică și fizică, apoi un masterat în matematică aplicată în 1972. A obținut titlul de doctor în științe de la Universitatea Stanford în 1976 iar lucrarea sa de doctorat a fost publicată în cartea Knowledge-based systems in artificial intelligence, împreună cu lucrarea lui Randall Davis , editată de McGraw-Hill în 1982. Conducătorul său de doctorat a fost profesorul Edward Feigenbaum.
În 1976 Lenat a început ca profesor la universitatea Carnegie Mellon și a început lucrul la programul Eurisko, dar a revenit la Stanford în rolul de profesor în 1978. Programul Eurisko a captat atenția agenției DARPA și a companiei MCC din Austin, Texas în 1982. În 1984 a părăsit Stanford pentru a lucra la Cyc, iar rezultatele acestei munci au devenit incorporate în compania Cycorp, care a devenit independentă de MCC în 1994. În 1986 Lenat a estimat că Cyc poate fi finalizat prin adăugarea de 250 de mii de reguli și 350 de ani-umani de efort.
În anul 2006 Lenat a continuat lucrul la Cyc în cadrul Cycorp. El a fost membru al consiliului de consiliere pentru conferința TTI/Vanguard.

## În cultura internetului
Lenat apare menționat în The Jargon File (Dicționarul hackerilor) editat de Eric Raymond în definiția termenului „microLenat”.

## Citate
- „Inteligența înseamnă zece milioane de reguli.”
- „S-ar putea ca în viitor Cyc să stea la baza a nenumărate aplicații software. Dar atingerea acestui scop ar putea dura încă două decenii.” [14]
- „Odată ce deții un volum cu adevărat masiv de informație integrată ca cunoștințe, «sistemul de software uman» poate deveni supra-uman, în același fel în care scrisul a făcut umanitatea supra-umană comparativ cu perioada de dinainte de invenția scrisului.”

## Publicații
- Davis, Randall; Lenat, Douglas B. (1982). Knowledge-Based Systems in Artificial Intelligence. New York: McGraw-Hill International Book Co. ISBN 978-0-07-015557-2.
- Hayes-Roth, Frederick; Waterman, Donald Arthur; Lenat, Douglas B., ed. (1983). Building Expert Systems. Reading, Mass: Addison-Wesley Pub. Co. ISBN 978-0-201-10686-2.